# Mollia tomentosa
Mollia tomentosa är en malvaväxtart som beskrevs av Richard Spruce och George Bentham. Mollia tomentosa ingår i släktet Mollia och familjen malvaväxter. Inga underarter finns listade i Catalogue of Life.